# Srđan Pecelj
Srđan Pecelj (født 12. marts 1975) er en tidligere bosnisk fodboldspiller.